# Swettenham
Swettenham is een civil parish in het bestuurlijke gebied Cheshire East, in het Engelse graafschap Cheshire met 291 inwoners.
Astronoom Sir Bernard Lovell woonde in het dorp van 1948 tot zijn overlijden in 2012. Hij stichtte er het nog steeds bestaande Lovell Quinta Arboretum.